# West of Wyoming
West of Wyoming è un film del 1950 diretto da Wallace Fox.
È un western statunitense con Johnny Mack Brown, Gail Davis, Myron Healey e Dennis Moore.

## Produzione
Il film, diretto da Wallace Fox su una sceneggiatura di Adele Buffington, fu prodotto da Eddie Davis per la Monogram Pictures e girato da inizio settembre a metà settembre 1949. Il titolo di lavorazione fu Six Gun Mesa.

## Distribuzione
Il film fu distribuito negli Stati Uniti dal 19 febbraio 1950 (première a Los Angeles l'11 febbraio 1950) al cinema dalla Monogram Pictures. Fu distribuito anche nel Regno Unito dalla Associated British Film Distributors (ABFD).
Altre distribuzioni:

## Promozione
La tagline è: Flying fists and blazing guns go into blistering action!.